# Neriene subarctica
Neriene subarctica är en spindelart som beskrevs av Yuri M. Marusik 1991. Neriene subarctica ingår i släktet Neriene och familjen täckvävarspindlar. Inga underarter finns listade i Catalogue of Life.